# ʿAbbās al-Nūrī
ʿAbbās al-Nūrī (in arabo عباس النوري‎?; Damasco, 1952) è un attore siriano.

## Biografia
È uno degli attori più noti dei paesi arabi, per le sue interpretazioni in molteplici serie televisive, siriane e non. Nato nella capitale siriana, ha iniziato a recitare verso la fine degli anni settanta, partecipando ad opere teatrali, cinematografiche, ma soprattutto televisive.
Ha interpretato vari personaggi, ma quelli che lo hanno reso più celebre sono stati quelli in Bab alhara (باب الحارة ) e 'Layali alsalehiah (ليالي الصالحية).
L'attore è sposato con una scrittrice, della sua stessa nazionalità, e ha tre figli: due maschi e una femmina.

## Filmografia

### Cinema
- Katl an tariq al-tasalsol, regia di Muhammad Shahin (1982)
- Ball of Hope, regia di Mayar Al Nouri (2015)

### Serie TV
- Abo Zaid Al-Helaly (2005)
- Al Ijtiyah (2008)
- Abu Ja'afar Al-Mansur (2008)
- bab al hara – serie TV, episodi 1x1-1x2-1x30 (2006-2010)

### Doppiatore
- Coward, regia di Aydogan Cem e Aydogan Ero (2014)